# Roberto Insigne
Roberto Insigne (Napoli, 11 maggio 1994) è un calciatore italiano, attaccante dell'Avellino.

## Biografia
È cresciuto a Frattamaggiore e ha tre fratelli, tutti calciatori: Antonio, Lorenzo e Marco.
È sposato con Elisabetta; la loro prima figlia, Patrizia, è nata il 22 novembre 2016.

## Caratteristiche tecniche
Giocatore di qualità e sostanza, può giocare sia da ala nel 4-3-3 che da esterno di centrocampo nel 4-4-2.

## Carriera

### Club

#### L'esordio col Napoli
Cresce nelle giovanili del Napoli e nel 2012 comincia ad essere convocato in prima squadra. Il 6 dicembre 2012, sotto la guida di Walter Mazzarri fa il suo esordio da professionista in Europa League nella partita finita con una sconfitta per 1-3 contro il PSV, giocando ventisei minuti. Il 13 gennaio 2013 debutta in Serie A subentrando a pochi minuti dal termine nel match tra Napoli e Palermo - terminato 3-0 per i partenopei - e giocando gli ultimi sei minuti di gara al fianco del fratello Lorenzo, 75 anni dopo l'ultima volta che il Napoli aveva schierato due fratelli in campo in Serie A: in quell'occasione, 16 maggio 1937, furono gli oriundi italo-argentini Antonio e Nicola Ferrara.

#### I vari prestiti: Perugia, Reggina, Avellino, Latina e Parma
Il 22 luglio 2013 passa in prestito al Perugia, dove colleziona 12 presenze ed una rete, arrivando a conquistare il campionato di Lega Pro a fine stagione.
Nell'agosto 2014 passa alla Reggina, ancora in terza serie, dove gioca con continuità collezionando 32 presenze e nove reti.
Il 15 luglio 2015, insieme al suo compagno Gennaro Tutino, viene prestato all'Avellino, in Serie B, fino al termine della stagione. Esordisce con gli irpini il 9 agosto in Coppa Italia giocando tutti e novanta i minuti. Il 6 settembre fa il suo esordio nella serie cadetta nel derby perso contro la Salernitana per 3-1. Il 26 settembre segna la prima rete nella serie cadetta nella sconfitta col Bari per 2-1.
Il 27 gennaio 2017, dopo aver disputato la prima parte di stagione al Napoli (senza però collezionare presenze), passa ancora in prestito al Latina. Il 25 luglio seguente si trasferisce al Parma, neopromosso in Serie B, con la formula del riscatto e controriscatto a favore del club partenopeo. Con i ducali realizza 5 reti, di cui 3 in tre partite consecutive contro Virtus Entella, Foggia e Avellino, in 31 presenze e conquista la promozione in Serie A.

#### Benevento
Il 21 luglio 2018 passa sempre a titolo temporaneo al Benevento, appena retrocesso in Serie B. A fine stagione viene riscattato dal club sannita. Nelle prime due stagioni segna 16 gol in B contribuendo al ritorno dei sanniti in A nel 2020. Il 25 ottobre di quell'anno firma il momentaneo vantaggio proprio contro il Napoli (partita persa per 1-2, in cui è andato in gol anche il fratello Lorenzo), realizzando la sua prima marcatura in Serie A.

#### Frosinone
Il 27 agosto 2022 viene ufficializzato il passaggio a titolo definitivo al Frosinone, con cui firma un biennale, nell'ambito della trattativa che ha portato Camillo Ciano al Benevento. L'11 novembre segna la prima rete con i ciociari decidendo la vittoriosa trasferta in casa dell'Ascoli. Con 8 reti in 31 gare contribuisce alla vittoria del campionato della sua squadra, suo secondo successo personale del torneo cadetto.

#### Palermo
Il 12 luglio 2023 passa a titolo definitivo al Palermo firmando un contratto triennale. Esordisce in maglia rosanero nell'incontro in Coppa Italia contro il Cagliari, mentre in occasione della vittoria interna contro la Feralpisalò del 2 settembre 2023 segna il primo dei tre gol dei rosanero. In due stagioni, chiuse entrambe con la disputa dei playoff promozione, segna 7 reti in 55 presenze. 

#### Avellino
Il 24 luglio 2025 firma un biennale con l'Avellino, tornando nel club irpino dopo nove stagioni.

## Statistiche

### Presenze e reti nei club
Statistiche aggiornate al 13 maggio 2025.
| Stagione         | Squadra          | Campionato       | Campionato | Campionato | Coppe nazionali | Coppe nazionali | Coppe nazionali | Coppe continentali | Coppe continentali | Coppe continentali | Altre coppe | Altre coppe | Altre coppe | Totale | Totale |
| Stagione         | Squadra          | Comp             | Pres       | Reti       | Comp            | Pres            | Reti            | Comp               | Pres               | Reti               | Comp        | Pres        | Reti        | Pres   | Reti   |
| ---------------- | ---------------- | ---------------- | ---------- | ---------- | --------------- | --------------- | --------------- | ------------------ | ------------------ | ------------------ | ----------- | ----------- | ----------- | ------ | ------ |
| 2012-2013        | Napoli           | A                | 1          | 0          | CI              | -               | -               | UEL                | 1                  | 0                  | SI          | -           | -           | 2      | 0      |
| 2013-2014        | Perugia          | 1D               | 12         | 1          | CI+CI-LP        | 0+4             | 0+2             | -                  | -                  | -                  | SdL-1D      | 2           | 1           | 18     | 4      |
| 2014-2015        | Reggina          | LP               | 30+2       | 8+1        | CI+CI-LP        | -               | -               | -                  | -                  | -                  | -           | -           | -           | 32     | 9      |
| 2015-2016        | Avellino         | B                | 33         | 5          | CI              | 1               | 0               | -                  | -                  | -                  | -           | -           | -           | 34     | 5      |
| 2016-gen. 2017   | Napoli           | A                | 0          | 0          | CI              | -               | -               | UCL                | -                  | -                  | -           | -           | -           | 0      | 0      |
| Totale Napoli    | Totale Napoli    | Totale Napoli    | 1          | 0          |                 | 0               | 0               |                    | 1                  | 0                  |             | 0           | 0           | 2      | 0      |
| gen.-giu. 2017   | Latina           | B                | 19         | 1          | CI              | -               | -               | -                  | -                  | -                  | -           | -           | -           | 19     | 1      |
| 2017-2018        | Parma            | B                | 31         | 5          | CI              | 1               | 0               | -                  | -                  | -                  | -           | -           | -           | 32     | 5      |
| 2018-2019        | Benevento        | B                | 25+2       | 7+1        | CI              | 3               | 2               | -                  | -                  | -                  | -           | -           | -           | 30     | 10     |
| 2019-2020        | Benevento        | B                | 35         | 8          | CI              | 1               | 0               | -                  | -                  | -                  | -           | -           | -           | 36     | 8      |
| 2020-2021        | Benevento        | A                | 30         | 2          | CI              | 1               | 0               | -                  | -                  | -                  | -           | -           | -           | 31     | 2      |
| 2021-2022        | Benevento        | B                | 31+2       | 7+0        | CI              | 2               | 0               | -                  | -                  | -                  | -           | -           | -           | 35     | 7      |
| ago. 2022        | Benevento        | B                | 1          | 0          | CI              | 0               | 0               | -                  | -                  | -                  | -           | -           | -           | 1      | 0      |
| Totale Benevento | Totale Benevento | Totale Benevento | 122+4      | 24+1       |                 | 7               | 2               |                    | -                  | -                  |             | -           | -           | 133    | 27     |
| set. 2022-2023   | Frosinone        | B                | 31         | 8          | CI              | -               | -               |                    | -                  | -                  |             | -           | -           | 31     | 8      |
| 2023-2024        | Palermo          | B                | 24+3       | 2+0        | CI              | 1               | 0               |                    | -                  | -                  |             | -           | -           | 28     | 2      |
| 2024-2025        | Palermo          | B                | 25         | 4          | CI              | 2               | 1               |                    | -                  | -                  |             | -           | -           | 27     | 5      |
| Totale Palermo   | Totale Palermo   | Totale Palermo   | 49+3       | 6          |                 | 3               | 1               |                    | -                  | -                  |             | -           | -           | 55     | 7      |
| 2025-2026        | Avellino         | B                | 0          | 0          | CI              | -               | -               |                    | -                  | -                  |             | -           | -           | 0      | 0      |
| Totale carriera  | Totale carriera  | Totale carriera  | 328+9      | 58+2       |                 | 16              | 5               |                    | 1                  | 0                  |             | 2           | 1           | 356    | 66     |

## Palmarès

### Club
- Lega Pro Prima Divisione: 1

Perugia: 2013-2014 (girone B)
- Supercoppa di Lega di Prima Divisione: 1

Perugia: 2014
- Campionato italiano di Serie B: 2

Benevento: 2019-2020
Frosinone: 2022-2023